# Autodromo Enzo e Dino Ferrari
Autodromo Enzo e Dino Ferrari este un circuit de curse auto din Peninsula Italica. 
Cunoscut de fani și ca Imola, după numele orașului în care se află, circuitul a găzduit Marele Premiu al Italiei în 1980 și Marele Premiu al Republicii San Marino între 1981 și 2006.